# Кульма (Кировская область)
 Кульма  — деревня в Кильмезском районе Кировской области в составе Рыбно-Ватажского сельского поселения.

## География
Расположена на расстоянии примерно 36 км по прямой на север-северо-запад от райцентра поселка Кильмезь.

## История
Известна с 1873 года, тогда было дворов 18 и жителей 120, в 1905 38 и 231, в 1926 46 и 270 (263 удмурты), в 1950 47 и 180, в 1989 111 жителей.

## Население
Постоянное население составляло 127 человек (удмурты 94%) в 2002 году, 76 в 2010.